# جيمس ليتل
جيمس ليتل (بالإنجليزية: James Little)‏ هو سياسي بريطاني (وحمل سابقاً جنسية المملكة المتحدة لبريطانيا العظمى وأيرلندا)، ولد في 1868، وتوفي في 1 أبريل 1946. في 1939 Down by-election ‏، انتخب عضو برلمان المملكة المتحدة الـ37 عن دائرة Down (UK Parliament constituency) ‏ وقد انضم خلال فترته النيابية  (10 مايو 1939 – 15 يونيو 1945)  للكتلة البرلمانية حزب ألستر الوحدوي وفي الانتخابات العامة في المملكة المتحدة 1945 ‏، انتخب عضو برلمان المملكة المتحدة الـ38 عن دائرة Down (UK Parliament constituency) ‏ وقد انضم خلال فترته النيابية  (5 يوليو 1945 – 1 أبريل 1946)  للكتلة البرلمانية نقابي مستقل ‏.